# Alexandru Averescu
Alexandru Averescu (9. března 1859 Ozerne – 2. října 1938 Bukurešť) byl rumunský voják a politik narozený na území dnešní Ukrajiny. Je považován za politika konzervativního, autoritářského, někdy též populistického. Jako voják se zúčastnil již rusko-turecké války v letech 1877–1878. V letech 1895–1898 byl vojenským atašé v Německu. V letech 1906–1909 byl ministrem obrany. V roce 1907 tvrdě vojensky potlačil rolnické povstání. V letech 1911–1913 byl náčelníkem generálního štábu a z této pozice vedl boj proti Bulharům v druhé balkánské válce. Během první světové války byl velitelem rumunských ozbrojených sil. Je mu připisována zejména zásluha na obraně Moldávie v letech 1916–1917 (zejm. bitva u Mărăşeşti). Na konci války byl prvně premiérem, aby dohodl mír s ústředními mocnostmi. Finální Bukurešťskou mírovou smlouvu v květnu 1918 ale už nepodepisoval. Po válce se rozhodl svou popularitu využít v politice, založil úspěšnou Lidovou stranu (Partidul Poporului), kterou vedl v letech 1918–1938. Byl předsedou vlády v letech 1920–1921 a 1926–1927, byl též ministrem zahraničí (1918), ministrem vnitra (1919, 1920) a ministrem bez portfeje (1938). Během svého druhého premiérského mandátu uzákonil pozemkovou reformu a potlačil komunistické aktivity. Jeho třetí funkční období přineslo velmi diskutovanou smlouvu s fašistickou Itálií. Padl poté, co tajně podpořil zavrženého prince Carola. Tváří v tvář úpadku Lidové strany Averescu uzavřel dohody s různými pravicovými silami a v roce 1930 pomohl přivést Carola na trůn. Ten pak zavedl královskou diktaturu. Vztahy mezi králem a Averesvcem se v následujících letech zhoršily. Krátce před Averescovou smrtí se ale usmířili a Averescu zasedl v Královské radě. V roce 1934 se stal maršálem. Ve 30. letech byl zastáncem spojenectví s Itálií a nacistickým Německem. Averescu je rovněž autorem řady knih na různá vojenská témata.